# 日付変更線 (中村雅俊の曲)
「日付変更線」（ひづけへんこうせん）は、中村雅俊の楽曲で23枚目のシングル。1985年10月21日に日本コロムビアから発売された。
オリコンチャートの登場週数は6週、チャート最高順位は週間64位、累計1.5万枚のセールスを記録した。

## 収録曲
全曲作詞：阿久悠　作曲：タケカワユキヒデ
1. 日付変更線
  - 編曲：田辺信一
2. また逢いたいねはもう逢えないね
  - 編曲：タケカワユキヒデ

## タイアップ
- NTV系ドラマ「誇りの報酬」主題歌。
- 日産・パルサー（N12後期型）CMソング。